# Breedvoetvliegen
Breedvoetvliegen (Platypezidae) zijn een familie van tweevleugeligen met 277 beschreven soorten. In Nederland komen 24 soorten voor.

## Geslachten
De volgende onderfamilies en geslachten zijn bij de familie ingedeeld:
- Onderfamilie Callomyiinae
  - Geslacht Agathomyia Verrall, 1901[1]
  - Geslacht Callomyia Meigen, 1804
  - Geslacht Platypezina Wahlgren, 1910
- Onderfamilie Microsaniinae
  - Geslacht Microsania Zetterstedt, 1837[1]
- Onderfamilie Platypezinae
  - Geslacht Bolopus 
  - Geslacht Kesselimyia 
  - Geslacht Lindneromyia Kessel, 1965[1]
  - Geslacht Paraplatypeza 
  - Geslacht Platypeza 
  - Geslacht Polyporivora 
  - Geslacht Protoclythia 
  - Geslacht Seri Kessel & Kessel, 1966

## In Nederland waargenomen soorten
- Genus: Agathomyia
  - Agathomyia alneti - (Broekbosbreedvoet)
  - Agathomyia antennata - (Grijsvlekbreedvoet)
  - Agathomyia boreella - (Donkere dwergelfenbreedvoet)
  - Agathomyia cinerea - (Teervlekkenzwambreedvoet)
  - Agathomyia collini - (Fonkelbreedvoet)
  - Agathomyia elegantula - (Elegante dwergelfenbreedvoet)
  - Agathomyia falleni - (Grote geelgrijze breedvoet)
  - Agathomyia lundbecki - (Elzenweerschijnbreedvoet)
  - Agathomyia sexmaculata - (Rookzwambreedvoet)
  - Agathomyia unicolor - (Kleine geelgrijze breedvoet)
  - Agathomyia viduella - (Zwarte voorjaarsbreedvoet)
  - Agathomyia wankowiczii - (Tonderzwambreedvoet)
  - Agathomyia woodella - (Gezadelde breedvoet)
- Genus: Bolopus
  - Bolopus furcatus - (Zadelzwambreedvoet)
- Genus: Callomyia
  - Callomyia amoena - (Oranje zilvervlekbreedvoet)
  - Callomyia dives - (Grijze zilvervlekbreedvoet)
  - Callomyia elegans - (Gevlekte zilvervlekbreedvoet)
  - Callomyia speciosa - (Gestreepte zilvervlekbreedvoet)
- Genus: Kesselimyia
  - Kesselimyia chandleri - (Parasolzwambreedvoet)
- Genus: Lindneromyia
  - Lindneromyia dorsalis - (Zwarte champignonbreedvoet)
  - Lindneromyia hungarica - (Grijze champignonbreedvoet)
- Genus: Microsania
  - Microsania collarti - (Collarts rookvliegje)
  - Microsania pectipennis - (Gespoord rookvliegje)
  - Microsania straeleni - (Krompootrookvliegje)
  - Microsania vrydaghi - (Vrydaghs rookvliegje)
- Genus: Paraplatypeza
  - Paraplatypeza atra - (Zwarte hertenzwambreedvoet)
  - Paraplatypeza bicincta - (Bonte hertenzwambreedvoet)
- Genus: Platypeza
  - Platypeza consobrina - (Grote bandbreedvoet)
  - Platypeza fasciata - (Kleine bandbreedvoet)
  - Platypeza hirticeps - (Baardige bandbreedvoet)
- Genus: Platypezina
  - Platypezina connexa - (Sombere breedvoet)
- Genus: Polyporivora
  - Polyporivora ornata - (Kleine elfenbankjesbreedvoet)
  - Polyporivora picta - (Grote elfenbankjesbreedvoet)
- Genus: Protoclythia
  - Protoclythia modesta - (Grijze honingzwambreedvoet)
  - Protoclythia rufa - (Rode honingzwambreedvoet)
- Genus: Seri
  - Seri obscuripennis - (Peksteelbreedvoet)